# Dee Rees
Diandrea Rees, detta Dee (Nashville, 7 febbraio 1977), è una regista e sceneggiatrice statunitense.

## Biografia
Nata a Nashville, nel Tennessee, ha frequentato la Florida A & M University. Per la scuola di specializzazione ha frequentato la Tisch School of Arts della New York University come studentessa di cinema. In quel periodo ha lavorato su una sceneggiatura per un cortometraggio intitolato Pariah. Nel 2007, il cortometraggio ha partecipato a numerosi festival cinematografici internazionali, vincendo numerosi riconoscimenti, tra cui il premio del pubblico al Los Angeles Film Festival.
Nel 2008 Rees realizza il documentario Eventual Salvation, andato in onda su Sundance Channel. Il documentario segue la sua nonna di 80 anni, Amma, mentre ritorna a Monrovia, in Liberia, per ricostruire la sua casa e la sua comunità. Era sfuggita un decennio prima dalla devastante guerra civile liberiana.
Nel 2011 riprende il suo cortometraggio Pariah e lo adatta in un lungometraggio per il cinema. Pariah è stato presentato in anteprima al Sundance Film Festival 2011. Rees è stata candidata ai NAACP Image Awards per la miglior regia e la miglior sceneggiatura e ha vinto il Gotham Award come miglior regista rivelazione.
Per il canale via cavo HBO dirige il film TV Bessie, sulla vita della cantante Bessie Smith interpretata da Queen Latifah. Il film TV vince quattro Emmy Awards.
Nel 2017 dirige Mudbound, adattamento cinematografico del romanzo Fiori nel fango di Hillary Jordan. Fanno parte del cast principale Carey Mulligan, Jason Clarke, Jason Mitchell, Mary J. Blige e Garrett Hedlund. È stato distribuito a livello internazionale da Netflix. Il film ha ottenuto numerosi riconoscimenti, tra cui quattro candidature ai Premi Oscar 2018. Rees è stata la prima donna afroamericana a ottenere una candidatura nella categoria migliore sceneggiatura non originale.
Rees è apertamente lesbica e ha descritto Pariah come un film semi-autobiografico.

## Filmografia

### Cinema
- Orange Bow (2005) - cortometraggio
- Pariah (2007) - cortometraggio
- Eventual Salvation (2008) - documentario
- Colonial Gods (2009) - cortometraggio
- Pariah (2011)
- Mudbound (2017)
- Il suo ultimo desiderio (The Last Thing He Wanted) (2020)

### Televisione
- Bessie – film TV (2015)
- Empire – serie TV, 1 episodio (2015)
- When We Rise – miniserie TV, 2 episodi (2017)
- Philip K. Dick's Electric Dreams – serie TV, 1 episodio (2018)
- Upload - serie TV, 1 episodio (2022)